# Apranga
Apranga (Апранга́ — «лит. Одежда»; VSE: APG1L) — литовская розничная сеть, занимающаяся торговлей модной одеждой. Принадлежит концерну MG Baltic.
Центральный офис располагается в Вильнюсе.

## Деятельность компании
Компания представляет такие бренды, как Hugo Boss, Max Mara, Armani, D&G, Zara и другие.

## Зарубежная экспансия
- 2003 — открыт первый торговый центр в Риге.
- 2004 — открыт первый торговый центр в Таллине.

По состоянию на январь 2009 года компания управляла 101 магазином в странах Балтии, 71 из которых находились в Литве, 23 — в Латвии и 7 — в Эстонии.